# Atwater (Minnesota)
Atwater è una città degli Stati Uniti d'America, situata in Minnesota, nella contea di Kandiyohi.